# Piper djabia
Piper djabia är en pepparväxtart som beskrevs av C. Dc.. Piper djabia ingår i släktet Piper och familjen pepparväxter. Inga underarter finns listade i Catalogue of Life.